# Списъкът на Шиндлер
„Списъкът на Шиндлер“ (на английски: Schindler's List) е американски пълнометражен, черно-бял игрален филм от 1993 г., режисиран и копродуциран от Стивън Спилбърг, и написан от Стивън Зайлиян по едноименната книга на австралийския писател Томас Кинийли.
Американската филмова лента предава историята на германския бизнесмен Оскар Шиндлер, който по време на Втората световна война спасява над 1000 полски евреи от Холокоста на нацисткото правителство. Актьорският състав включва Лиъм Нийсън, Ралф Файнс и Бен Кингсли.
През 1994 г. „Списъкът на Шиндлер“ става основният победител в 66-ата церемония на Оскарите, печелейки седем награди от общо 12, включително за „най-добър филм“, „най-добър сценарий“ и „най-добра режисура“ – първата такава награда в кариерата на Спилбърг.

## Сюжет
Внимание:  Текстът по-долу разкрива сюжета на произведението (или части от него)!
1939. Краков. По заповед на нацисткото правителство, полските евреи трябва да се съберат в големите градове, за да бъдат регистрирани и вкарани в гетото. Мнозина мъже, жени и деца пристигат в гарата на Краков. По същото време в града се появява немският бизнесмен Оскар Шиндлер, който иска да закупи местна фабрика за домашна посуда, но няма достатъчно пари. За тази цел той наема счетоводителя Ицхак Щерн, който успява да убеди заможните евреи да купят завода, като обещава, че ще им върне спечеленото чрез стоки, които могат да продават на черния пазар. Понеже нацисткото правителство спуска заповед на еврейския работник да се заплаща по-малко, Шиндлер желае да се съберат работници от гетото. Щерн фалшифицира дипломи и назначава неквалифицирани работни лица. Чрез връзки с черния пазар, поддържани от Полдек Пфеферберг, Шиндлер успява да запази приятелски отношения с високопоставените нацисти, като им подарява ценни подаръци. През това време Шиндлер преживява лични и професионални проблеми – съпругата му го хваща с множество изневери, а немската власт предпочита да унижава или избива безпричинно евреите, което затруднява работата във фабриката. Самият Щерн по погрешка е регистриран да замине за концентрационен лагер. Шиндлер го спасява в последния момент.
Садистичният СС Унтерщурмфюрер Амон Гет пристига в Краков, за да надзирава строителството на концентрационния лагер Плашоф. След завършека на лагера, Гет обявява чистка на гетото. Хиляди евреи са безмилостно убити, за да се изпразни мястото. Шиндлер, на конна разходка заедно с любовницата си, става свидетел на масовото избиване. По време на чистката немският бизнесмен забелязва малко момиченце в червена рокля, което се крие от нацисткия щурм. Немското правителство издава заповед частните индустрии да се преместят в Плашоф. Вбесеният Шиндлер обаче иска по-голяма свобода за своята фирма и решава да я постигне чрез солидни подкупи към Гет, следени и прикривани от Щерн. Нацисткият комендант продължава да убива безнаказано лагеристи и само протекциите на Шиндлер задържат живи някои от евреите. Подбуден от терзанията на прислужницата на Гет еврейката Хелен Хирш, която се страхува за живота си, бизнесменът се среща с нациста и му обяснява за силата на опрощението. Известно време жестокият комендант се опитва да не убива подчинените си, но търпението му не издържа дълго – убива едно момче и пребива Хирш.
В лагерът пристигат унгарски евреи. Проведени са медицински прегледи, които да разделят здравите от болните, за да се освободи място. Негодните са натоварени на вагони и оставени в жегата. Шиндлер се опитва да облекчи мъките им под погледите и смеховете на нацистките офицери. Гет получава заповед от Берлин да премести лагеристите в Аушвиц, а телата на мъртъвците да бъдат изгорени. Подбуден от неизбежната гибел на Щерн, Шиндлер се заеме да премести неговите работници във фабрика за боеприпаси в Моравия, близо до родния си дом, на безопасно място. За тази цел той изготвя списък, заедно със счетоводителя, известен като „Списъкът на Шиндлер“, в който са включени имената на еврейските работници, всяко от тях закупено със солиден подкуп, предназначен за Гет. Бизнесменът успява да закупи и Хирш.
Пътниците, разделени в два коловоза. Този с мъжете пристига в Бринлиц, но другия с жените и децата случайно е пратен в Аушвиц. Шиндлер пристига в лагера и подкупва комендант Рудолф Хьос с торбичка диаманти, за да си върне работниците. В Бринлиц евреите са пълна безопасност във фабричната зона, свободни да извършват своите традиции. До края на войната компанията на Шиндлер не успява да произведе качествени амуниции и фалира. След капитулацията на Германия, немският бизнесмен бяга, понеже членовете на нацистката партия минават в нелегалност. Евреите на Шиндлер напускат фабриката и се преселват в близкия град.
Филмът завършва с цветни кадри как оцелелите евреи, придружавани от актьорите в лентата, поставят камъни на гроба на Оскар Шиндлер.

## Актьорски състав
| Роля               | Изпълнител     |
| ------------------ | -------------- |
| Оскар Шиндлер      | Лиъм Нийсън    |
| Ицхак Щерн         | Бен Кингсли    |
| Амон Гот           | Ралф Файнс     |
| Емили Шиндлер      | Карълайн Гудъл |
| Полдек Пфеферберг  | Джонатан Сегал |
| Хелен Хирш         | Ембет Дейвиц   |
| Виктория Клоновска | Малгоша Гебел  |
| Вилек Чиловиц      | Шмулик Леви    |
| Марсел Голдберг    | Марк Иванир    |
| Ингрид             | Беатрис Макола |
| Джулиан Шернер     | Анджей Северин |

## Отличия
- Седем награди „Оскар“ '93 – за най-добър филм, режисура, адаптиран сценарий, операторско майсторство, монтаж, музика и сценография;
- Седем награди БАФТА – за най-добър филм, режисура, поддържащ актьор на Ралф Файнс, адаптиран сценарий, операторско майсторство, монтаж и музика;
- Три награди „Златен глобус“ – за най-добра драма, режисура и сценарий;
- „Грами“ за филмова музика;
- Четири награди на Националното общество на филмовите критици – за най-добър филм, режисура, поддържащ актьор на Ралф Файнс и операторско майсторство;
- Три награди на Нюйоркската критика – за най-добър филм, поддържащ актьор на Ралф Файнс и операторско майсторство;
- Три награди на Лосанжелиската критика – за най-добър филм, операторско майсторство (поделена с „Пианото“) и сценография;
- Три награди на Лондонската критика – за филм, режисьор и британски актьор на годината на Ралф Файнс;
- Награда на Режисьорската гилдия на Америка;
- Награда на Гилдията на американските сценаристи за адаптиран сценарий;
- Награда на Британското общество на операторите;
- Пет номинации за „Оскар“ – за най-добър актьор на Лиъм Нийсън, поддържащ актьор на Ралф Файнс, костюми, грим и звук;
- Шест номинации за БАФТА – за най-добър актьор на Лиъм Нийсън, поддържащ актьор на Бен Кингсли, сценография, костюми, грим и звук;
- Три номинации за „Златен глобус“ – за драматичен актьор на Лиъм Нийсън, поддържащ актьор на Ралф Файнс и музика;
- Номинация за „Сезар“ '95 за чуждоезичен филм;
- Номинация от Американското общество на операторите.